# David Curson

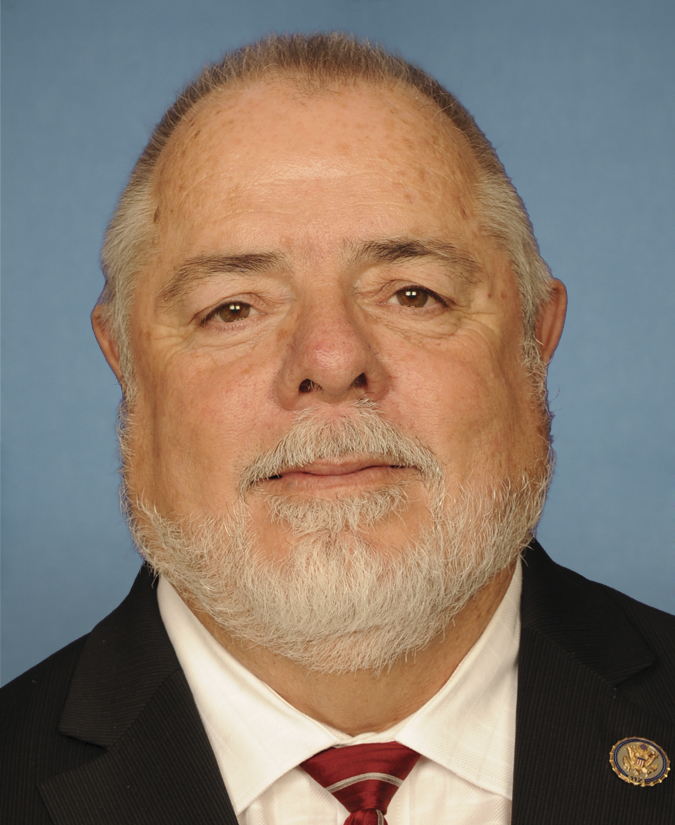
David Curson (2012)

David Alan Curson (* 4. November 1948 in Toledo, Ohio; † 23. September 2024) war ein US-amerikanischer Politiker und Gewerkschaftsfunktionär. Vom 6. November 2012 bis zum 3. Januar 2013 vertrat er den Bundesstaat Michigan im US-Repräsentantenhaus.

## Werdegang
David Curson besuchte bis 1966 die High School. Danach begann er ein Studium an der University of Toledo, das er aber abbrach, um während des Vietnamkrieges im United States Marine Corps zu dienen. Nach seiner Militärzeit arbeitete er für die Ford-Werke in Ypsilanti (Michigan). Dabei engagierte er sich auch in der Gewerkschaftsbewegung für die Beschäftigten der Automobilbranche. Er wurde Vertreter der United Auto Workers und war auch international in der Gewerkschaftsbewegung tätig.
Nach dem Rücktritt des Abgeordneten Thaddeus McCotter wurde Curson bei der fälligen Nachwahl für den elften Sitz von Michigan als dessen Nachfolger in das US-Repräsentantenhaus in Washington, D.C. gewählt, wo er am 6. November 2012 sein neues Mandat antrat. Dabei setzte er sich gegen den Republikaner Kerry Bentivolio durch. Bei den zeitgleich stattfindenden regulären Kongresswahlen trat Curson nicht an. Hier kandidierte Syed Taj für die Demokraten, der Bentivolio jedoch unterlag. Somit endete Cursons Mandat am 3. Januar 2013 und ging an den Republikaner.
David Curson war verheiratet und Vater von drei Kindern.